# Iquicocanastero
De Iquicocanastero (Asthenes heterura) is een zangvogel uit de familie Furnariidae (ovenvogels).

## Verspreiding en leefgebied
Deze soort komt voor van noordelijk Bolivia tot noordwestelijk Argentinië.

## Status
De grootte van de populatie is in 2020 geschat op 10.000-20.000 volwassen vogels en de soort wordt omschreven als vrij algemeen. Op de Rode lijst van de IUCN heeft deze soort de status niet bedreigd.